# رچکا-کورمیخا
رچکا-کورمیخا (به لاتین: Rechka-Kormikha) یک منطقهٔ مسکونی در روسیه است که در سرزمین آلتای واقع شده‌است.